# Samuel Stutchbury
Pour les articles homonymes, voir Stutchbury.
Samuel Stutchbury est un naturaliste et un géologue britannique, né le 15 janvier 1798 et mort le 12 février 1859.

## Biographie
Il est le naturaliste de l’expédition en Nouvelle-Galles du Sud organisée par la Pacific Pearl Company de 1825 à 1827. Il réalise de nombreuses observations et assemble une importante collection d’histoire naturelle.
Il retourne en Grande-Bretagne et devient conservateur du Bristol Philosophical Institution.
De 1850 à 1855, Stutchbury est le géologue du gouvernement de l’État de Nouvelle-Galles du Sud avant de revenir définitivement en Grande-Bretagne.

## Orientation bibliographique
- Michael D. Crane (1983). Samuel Stutchbury (1798-1859), Naturalist and Geologist, Notes and Records of the Royal Society of London, 37 (2) : 189-200.  (ISSN 0035-9149)